# Jency Anthony
Jency Anthony (n. en el estado indio de Kerala) es una cantante de playback o reproducción india, una de las divas más conocidas en el mundo del cine. Ha trabajado con los compositores de cinematográficos como Ilaiyaraajaa en películas de lenguas tamiles.
Ella está casada con Mr.Gregory Thomas. Fue presentada a la industria del cine tamil con su primera canción titulada "Vaanathu Poonkili", en la película "Thiripurasundari", producida por Ilayaraja. Sus canciones han sido grandes éxitos como "Mullum Malarum", para la película "Priya".
En septiembre de 2010, Srikanth Deva leer, hizo una entrevista a Jency y decidió ofrecerle a esta talentosa cantante un corte de las películas producidas por el mismo. Este gesto ha sido una bendición para Jency. John Mahendran, hijo del legendario director, Mahendran, dirigió estas películas.
Después de iniciar la grabación de una canción que había terminado, el director y director de música escuchó la voz de Jency, admitiendo que su voz no había envejecido. El nombre de la película que grabó ofreciendo su voz fue "Saravedi", protagonizada por Jeevan Poonam bajwa.

## Discografía
Todas estas canciones de Jency fueron producidas por Ilaiyaraaja.
| Año  | Tamil                      | Canción                      | Cantantes                                |
| ---- | -------------------------- | ---------------------------- | ---------------------------------------- |
| 1978 | Thiripurasundari           | Vaanathu Poonkili            | S. Janaki, Jency                         |
| 1978 | Mullum Malarum             | Adi Penney                   | Jency                                    |
| 1978 | Vattathukkul Sathuram      | Aada sonnare                 | Jency                                    |
| 1978 | Sonnathu Nee Thaanaa       | Alankaara Pon Oonjale        | Jency                                    |
| 1978 | Priya                      | Ennuyir Neethaane            | Jency, Yesudas                           |
| 1979 | Pudhiya Vaarpugal          | Thamthana namthana           | Jency, B.Vasantha, Chorus                |
| 1979 | Pudhiya Vaarpugal          | Idhayam poguthey             | Jency                                    |
| 1979 | Niram Maaratha Pookal      | Iru paravaigal               | Jency                                    |
| 1979 | Niram Maaratha Pookal      | Aayiram malargaley           | Jency, Malaysia Vasudevan, S.P.Shailaja  |
| 1979 | Anbe Sangeetha             | Geetha Sangeetha             | Jayachandran, Jency                      |
| 1979 | Kadavul Amaitha Medai      | Mayile mayile                | S.P.B, Jency                             |
| 1979 | Pagalil Oru Iravu          | Thottam konda rasave         | Chorus, Ilayaraja, Jency                 |
| 1979 | Azhage Unnai Aaradhikkiren | Hey masthana                 | S.P.B, Jayachandran, Vani Jayaram, Jency |
| 1979 | Mugathil Mugam Paarkkalaam | Akka oru rajaathi            | Jency                                    |
| 1979 | Poonthalir                 | Gnan Gnan Paadanum           | Jency                                    |
| 1980 | Ellam Un Kairasi           | Naan Unnai Thirumba Thirumba | Jency                                    |
| 1980 | Jhonny                     | En Vaanile                   | Jency                                    |
| 1980 | Karumbu Vill               | Meenkodi Theril              | Jency, Chorus                            |
| 1980 | Ullasa Paravaigal          | DeiveeGa RaaGam              | Jency, Vani Jayaram                      |
| 1981 | Tick! Tick! Tick!          | Poo Malarndhida Nadamidum    | Jency, Yesudas                           |
| 1981 | Alaigal Oivathillai        | Kaathal Ooviyam              | Ilayaraja, Jency                         |
| 1981 | Alaigal Oivathillai        | Vaadi En Kapakilange         | Bhaskar, Gangai Amaran, Ilayaraja, Jency |
| 1981 | Alaigal Oivathillai        | Vizhiyil Vizhunthu           | Ilayaraja, Jency, S.P.Shailaja           |
| 1981 | Panimalar                  | Paniyum naane malarum neeye  | SPB, Jency                               |
| 1982 | Eera Vizhi Kaaviyangal     | En Gaanam Engu Arangerum     | Ilayaraja, Jency                         |
| 1982 | Enkeyo Ketta Kural         | Aathora Kaathada             | Jency                                    |
| 1982 | Metti                      | Kalyanam Ennai Mudddikka     | Jency, Radhika, Rajesh, Chorus           |
| 1982 | Poothu Nikkuthu Kaadu      | Echchil Iravugal             | Malaysia Vasudevan, Jency                |
| 1982 | AaththOram Kaathaada       | Engeyo Ketta Kural           | Jency                                    |
| 1982 | Poochoodi Pottum Vechu     | Ponni                        | Jency                                    |